# Stare Koźle
Stare Koźle, německy Alt Cosel, je dvojjazyčná vesnice ve gmině Bierawa v okrese Kandřín-Kozlí v jižním Polsku. Geograficky se nachází v regionu Horní Slezsko v nížině Ratibořská brána v Opolském vojvodství. Je také sídlem solectva.

## Historie
Nejstarší písemná zmínka o místu pochází z roku 1223 a je to také nejstarší písemná zmínka o vsích z celé gminy. V roce 1273 zde byl zničen hrádek. Dřevěný kostel se připomíná v roce 1335 a samostatná farnost zde byla zřízena v roce 1480. Později náleželo do panství rodu von Hohenlohe. Během třetího slezského povstání v roce 1921 zde probíhaly těžké boje. Obec však zůstala v Německu. Během bojů byl zabit polský aktivista, podporučík Jan Surzycki (1895-1921). Na místním hřbitově se nachází hromadný hrob, kde jsou pohřbeni slezští povstalci. Během druhé světové války utrpěla vesnice značné škody v důsledku amerických náletů. Po druhé světové válce se stala vesnice součástí Polska a dne 2. listopadu 1946 dostala obec polský název Stare Koźle. V roce 1997, během povodně tisíciletí na řece Odře, Stare Koźle postihla povodeň tisíciletí.

## Zajímavosti
Ve vesnici se nachází hřbitovní kaple, farní kostel svatého Jana Nepomuckého aj.

## Galerie

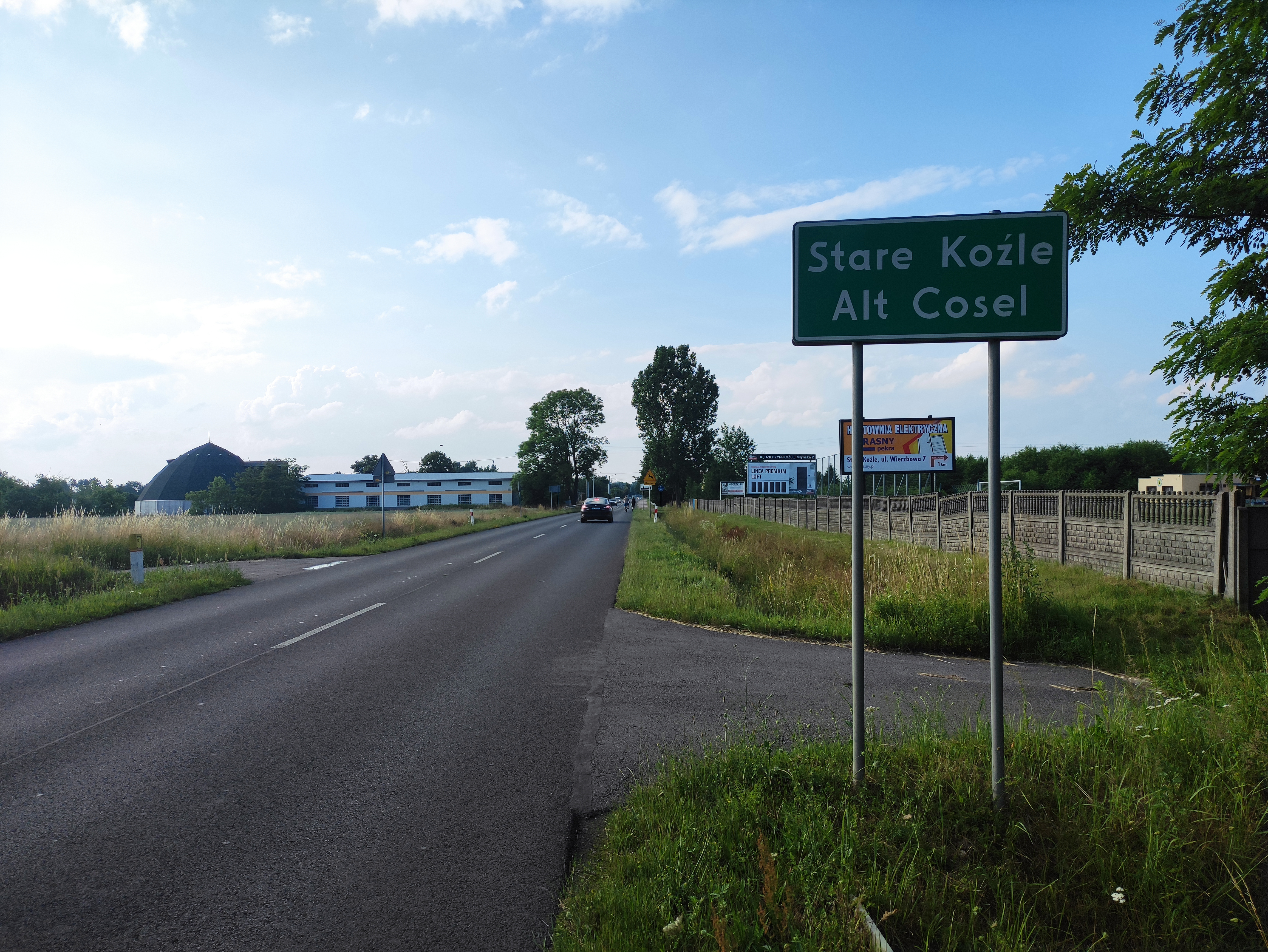
Polské a německé nápisy
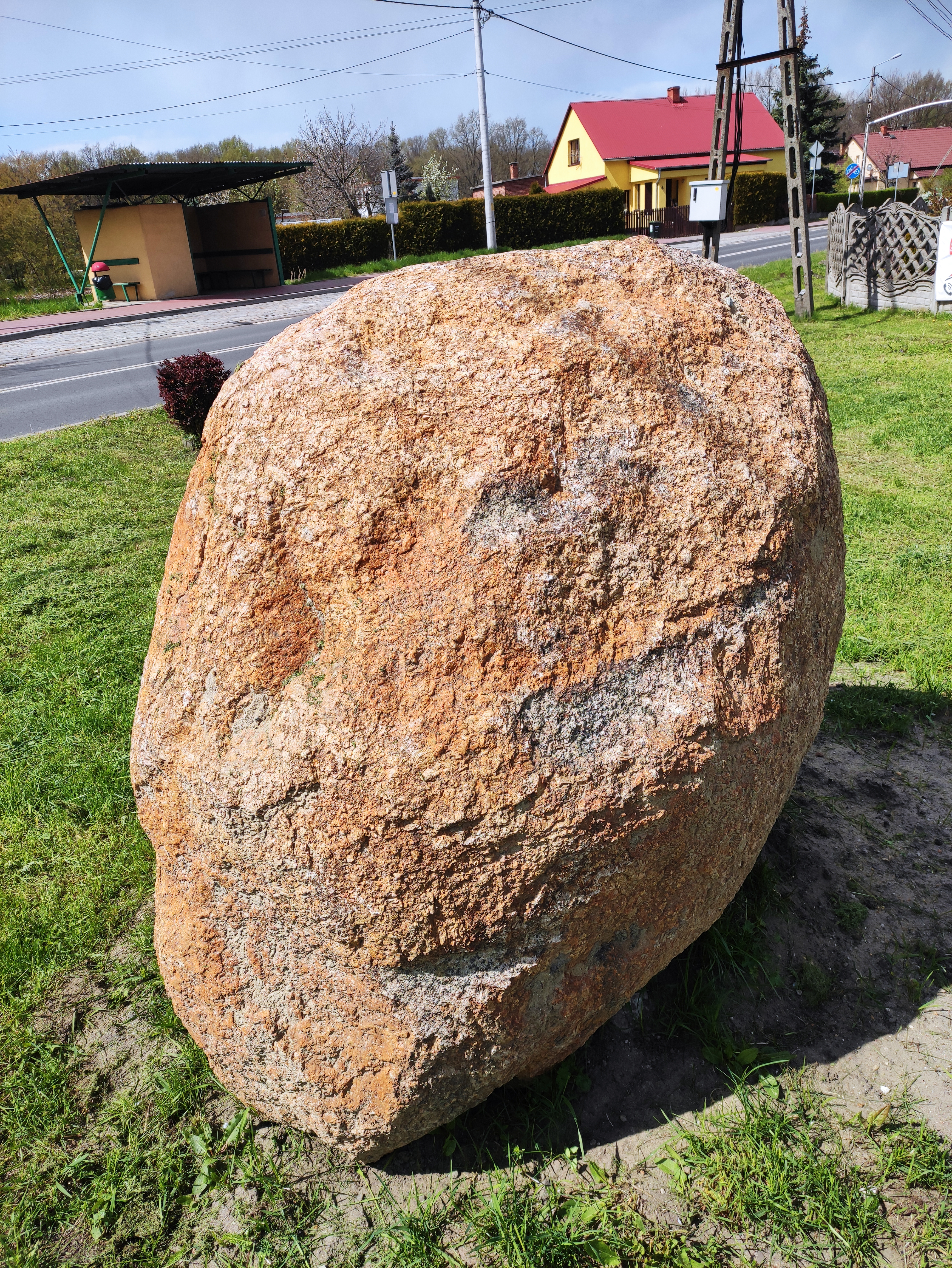
Bludný balvan
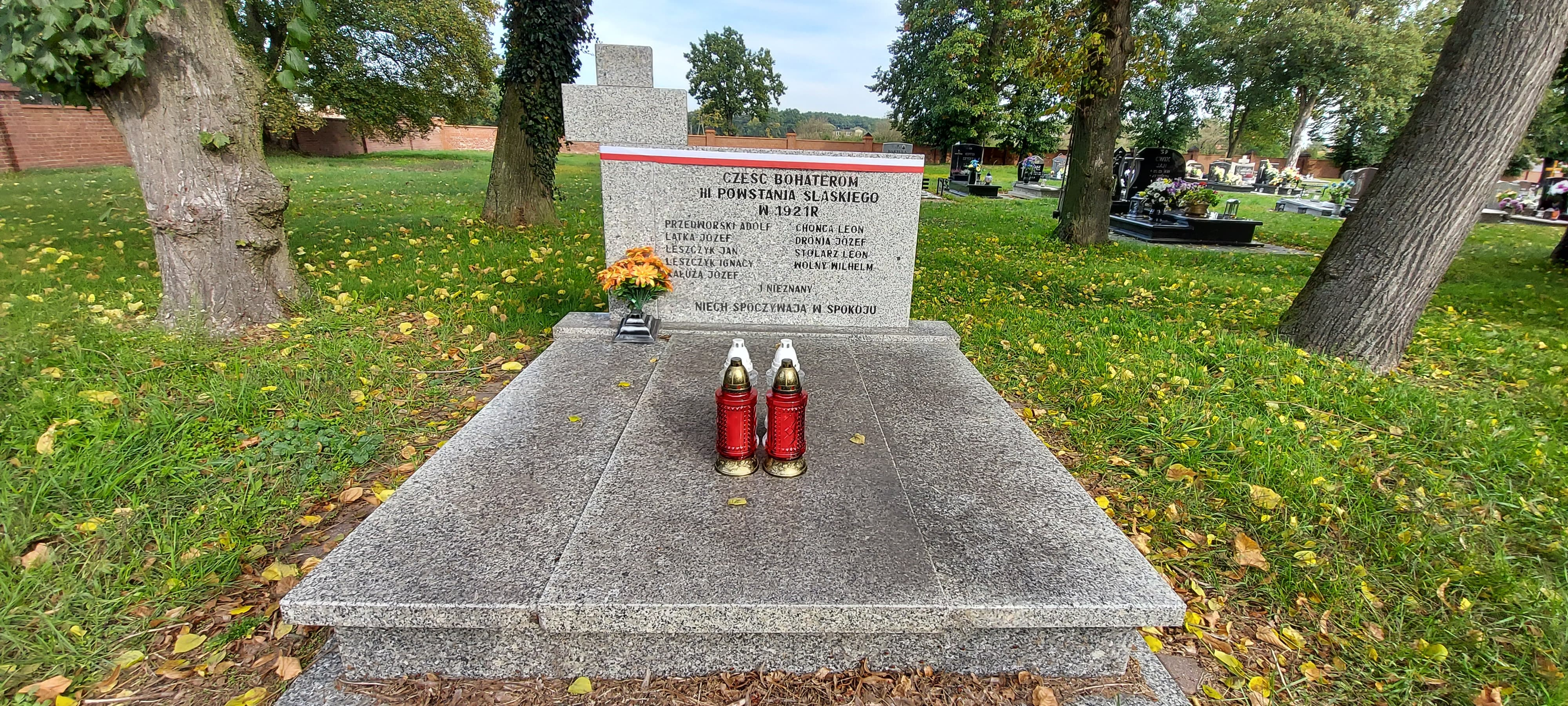
Pomník
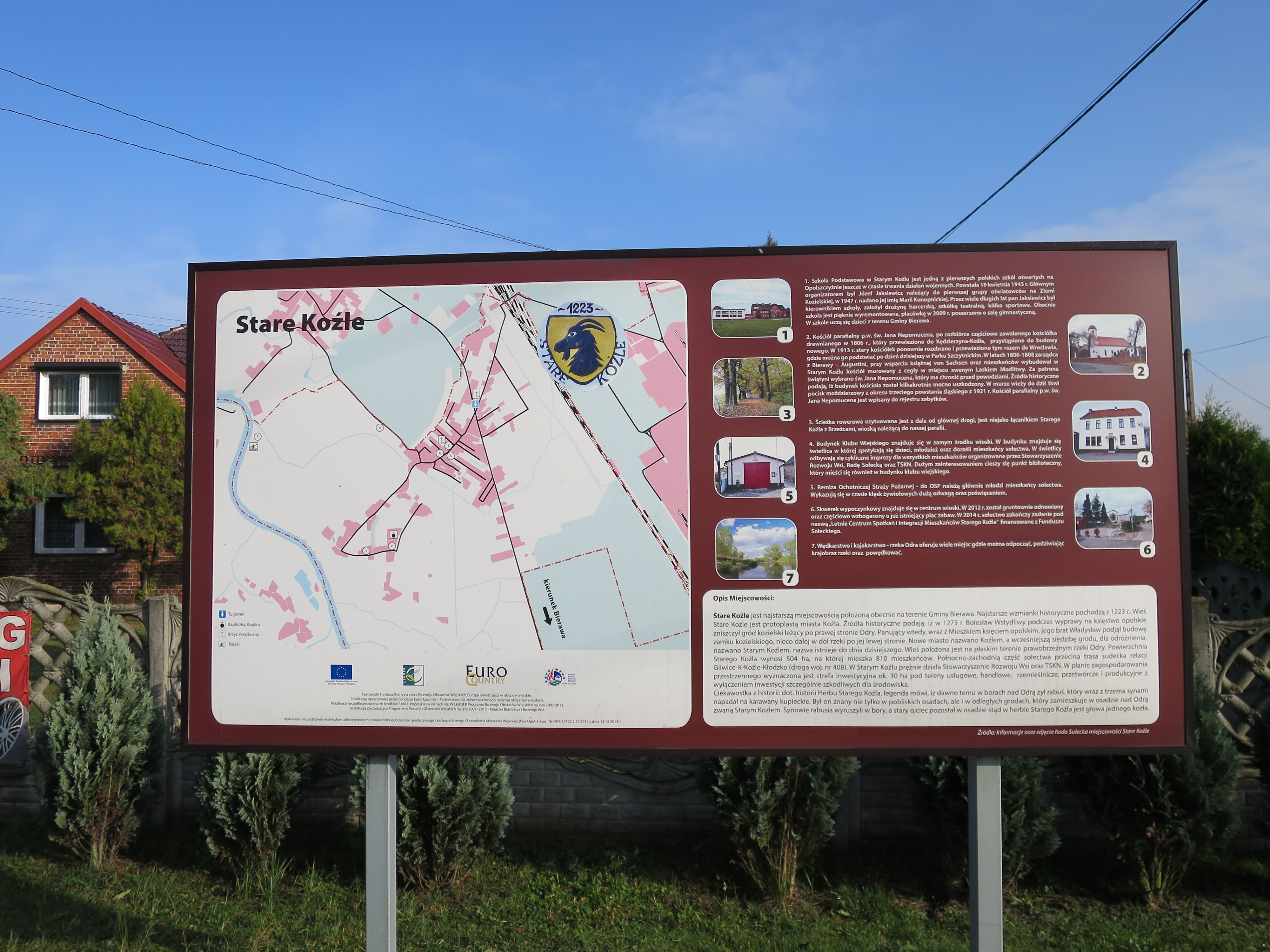
Informační panel
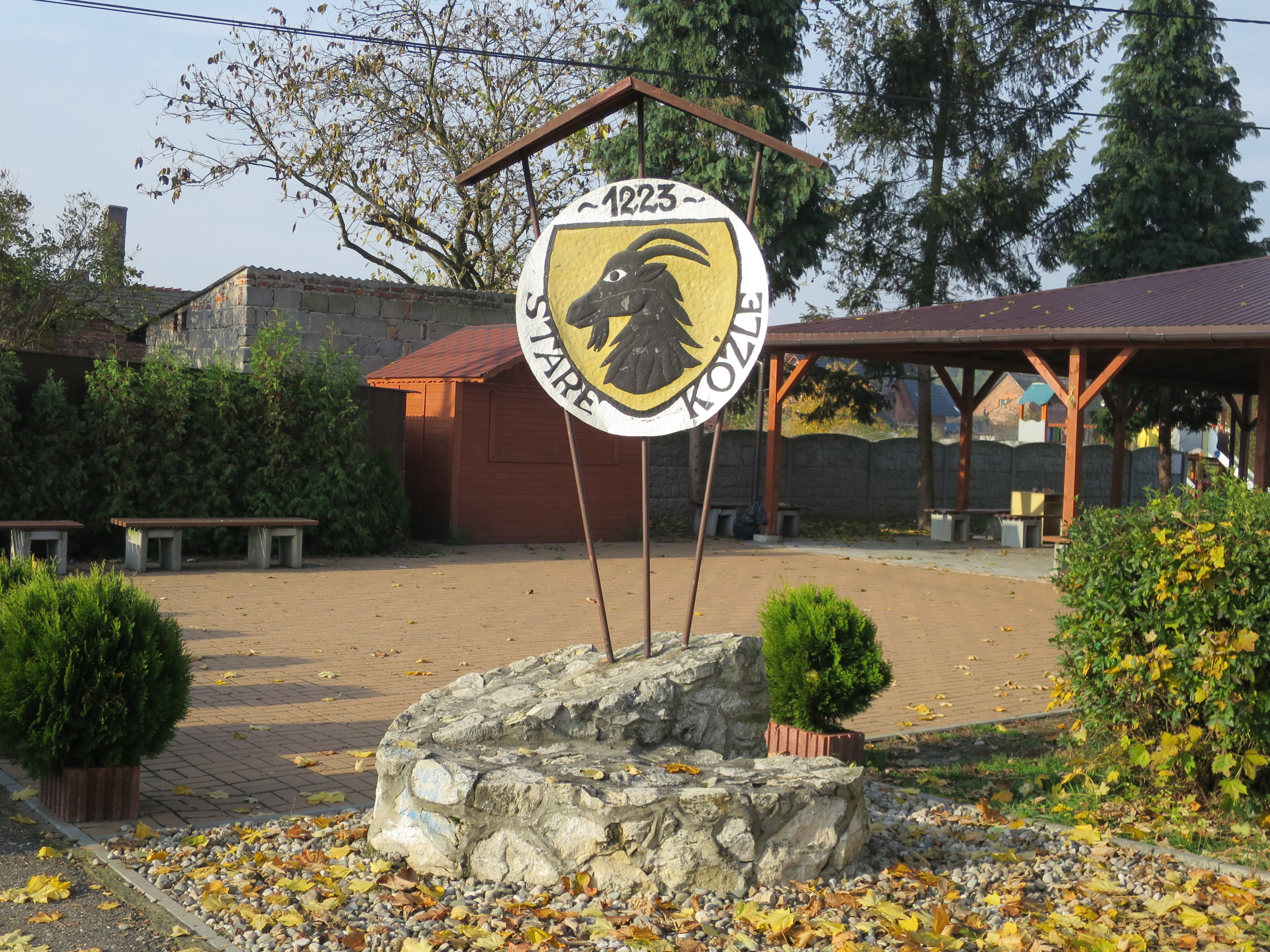
Znak vesnice